# Chattab
Chattab (arab. خطاب) – miasto w Syrii, w muhafazie Hama. W 2004 roku liczyło 10 830 mieszkańców.